# Caiola Romantico
Caiola Romantico è un album del chitarrista statunitense Al Caiola, pubblicato dalla casa discografica United Artists Records nell'agosto del 1966.

## Tracce

### LP
Lato A
1. Sabor a mi (Be True to Me) – 1:59 (Álvaro Carrillo, Mel Mitchell (adattamento testo in inglese))
2. Historia de un amor (The Story of Love) – 3:00 (Carlos Eleta Almarán, George Thorn (adattamento testo in inglese))
3. Feliz Brasilia (Happy Brasilia) – 2:25 (musica: Leroy Holmes)
4. Te quiero dijiste (Magic Is the Moonlight) – 2:45 (testo: María Grever, Charles Pasquale (adattamento testo in inglese) – musica: Maria Grever)
5. Acércate más (Come Closer to Me) – 2:22 (testo: Osvaldo Farrés, Al Stewart (adattamento testo in inglese) – musica: Osvaldo Farrés)
6. No balanço do jequibau (Pretty Butterfly) – 2:00 (testo: Loryn Deane – musica: Mario Albanese, Ciro Pereira)

Lato B
1. Estoy enamorado (I Am in Love) – 2:19 (Mario Ruiz Armengol)
2. Manhã de Carnaval (Morning of the Carnival) – 3:00 (Luiz Bonfá)
3. Quedate un rato mas (Stay Awhile) – 2:19 (Richard J. Amses)
4. Tarde quente (Love, You Do Things to Me) – 2:10 (Mario Albanese, Ciro Pereira, Marc Davidson (adattamento testo in inglese))
5. Uno (One) – 3:00 (testo: Enrique Santos Discépolo – musica: Mariano Mores)
6. Dedos (Fingers) – 1:54 (musica: Joe Sgro)

## Musicisti
- Al Caiola – chitarra, arrangiamenti
- Musicisti orchestra non accreditati (15 strumenti ad arco, 2 percussioni latine, 1 chitarra spagnola)

Note aggiuntive
- Leroy Holmes – produttore
- Registrazioni effettuate a New York City, New York [2]